# N148 (België)
De N148 is een gewestweg in de Belgische provincie Antwerpen. De weg verbindt Antwerpen via Hemiksem met Boom. De totale lengte van de weg bedraagt ongeveer 15 kilometer.
De weg werd in de loop van 2020 grotendeels geschrapt als gewestweg en overgedragen naar de respectievelijke gemeentes:
- Met de beslissing van de Vlaamse Regering van 21 februari 2020 werd het deel op grondgebied van de gemeente Niel (tussen kilometerpunt 10,603 en kilometerpunt 12,909) overgedragen
- Met de beslissing van de Vlaamse Regering van 10 april 2020 werd het volledige deel op grondgebied van de gemeente Hemiksem (tussen kilometerpunt 5,842 en 8,903) overgedragen
- Met de beslissing van de Vlaamse Regering van 20 november 2020 werd het volledige deel op grondgebied van de gemeente Schelle overgedragen

Sindsdien is enkel het tracé op grondgebied van de stad Antwerpen nog in beheer van het Vlaams Gewest.

## Plaatsen langs de N148
- Kiel (Antwerpen)
- Hoboken
- Hemiksem
- Schelle
- Niel
- Boom